# Karang Gading (Labuhan Deli)
Karang Gading is een bestuurslaag in het regentschap Deli Serdang van de provincie Noord-Sumatra, Indonesië. Karang Gading telt 5409 inwoners (volkstelling 2010).